# سیارک ۳۵۵۶
سیارک ۳۵۵۶ (به انگلیسی: 3556 Lixiaohua، نامگذاری:1964UO) سه هزار و پانصد و پنجاه و ششمین سیارک کشف شده‌است که در ۳۰ اکتبر ۱۹۶۴ کشف شد.
قدر مطلق سیارک برابر ۱۲٫۵۰ است.